# Ma'ale ha-Zejtim

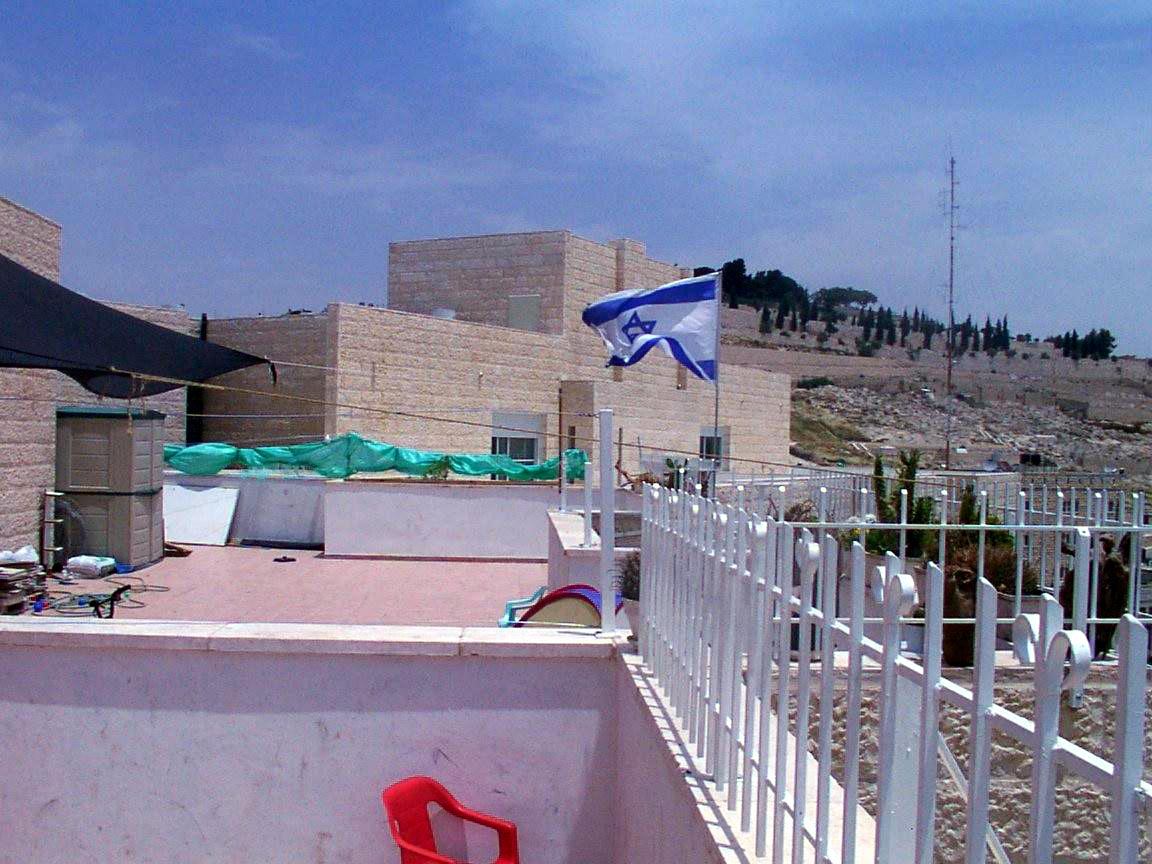
Zástavba v Ma'ale ha-Zejtim

Ma'ale ha-Zejtim (hebrejsky: מעלה הזיתים, doslova Olivový svah) je malá židovská čtvrť ve východní části Jeruzaléma v Izraeli, ležící ve Východním Jeruzalému, tedy v části města, která byla okupována Izraelem v roce 1967 a začleněna do hranic města. Tvoří enklávu v arabské čtvrti Ras al-Amud.

## Geografie
Leží v nadmořské výšce přes 700 metrů, necelý 1 kilometr vně jihovýchodního okraje Starého Města. Je situována na západních svazích Olivové hory a s ní sousedící hory Har ha-Mašchit, nedaleko jihozápadního okraje židovského hřbitova na Olivové hoře. Na západě s ní v údolí Nachal Kidron sousedí etnicky smíšená ale převážně arabská čtvrť Silvan, na východě arabská Ras al-Amud, jejíž je součástí, na jihu arabská Džebel Batan al-Hawa. Čtvrtí prochází lokální silnice číslo 417 (Derech Jericho).

## Dějiny
Po konci první arabsko-izraelské války byla tato lokalita v rámci dohod o příměří z roku 1949 začleněna do území okupovaného Jordánskem. V roce 1967 byla okupována Izraelem a stala se částí sjednoceného Jeruzaléma.
Židovské osídlení tu vzniklo až koncem 20. století jako malá enkláva, nevelký urbanistický soubor situovaný na okraji jinak arabské zástavby. Do roku 1997 zde nežili žádní Židé. Pak ale byl využit starší právní nárok na několik zdejších pozemků, které zde získaly sionistické organizace již během mandátní Palestiny v roce 1927. Pozemky koncem 20. století koupil americký podnikatel Irving Moskowitz s cílem založit tu židovskou čtvrť. Výstavba první etapy započala roku 1998. Předání do užívání se očekávalo v roce 2003. Ve výhledu zde bylo včetně následných etap výstavby zřízení 133 bytových jednotek. V květnu 2011 byla dokončena druhá etapa, čímž zdejší populace vzrostla na 70 rodin. Zůstávaly tu i nadále prázdné byty pro 20 rodin, které se měly zaplnit během léta. Součástí obytného souboru bylo i dětské hřiště a plocha veřejné zeleně. Jde o jeden z mála případů, kdy židovská zástavba ve Východním Jeruzalémě vzniká uprostřed již existující arabské zástavby.